# Trio à cordes de Paris
le Trio à cordes de Paris est un ensemble de musique de chambre français composé d'un violon, un alto et un violoncelle. Il a suscité la composition de nombreuses œuvres contemporaines.

## Historique
Fondé en 1966 par le violoniste Charles Frey, le Trio à cordes de Paris est un ensemble de musique de chambre français composé d’un violon, un alto et un violoncelle. Il est à l'occasion complété par d'autres instruments tels une flûte, piano, ou chanteuse. Il a suscité la composition de nombreuses œuvres contemporaines.

## Membres
- Violon: Charles Frey (1966-2008), Helène Collerette (2015-)
- Alto: Davia Binder (1966-1971), Jean Verdier (1971-1982), Michel Michalakakos (1982-1993), Teodore Coman (1993 à 2001), Michel Michalakakos (2001-2008), Teodore Coman (2015-)
- Violoncelle : Bernard Escavi (1966-1968), Jean Grout (1968-1995), Frédéric Dupuis (1995-2001), Xavier Gagnepain (2002-2008), Fabrice Bihan (2015-)

## Créations
- Trois trios de F-J Haydn et quinze "sinfonie" de J-S Bach (1967) le Chant du Monde Gravure Universelle
- Trio op. 28 (1968), Quatuor avec percussion (1977) de Claude Ballif
- Jeux pour lumière (1969), Écorces III (1969), Thrène II (1977) d'Alain Bancquart
- Quatuor (1980) d'Edison Denisov
- Stream (1971) de Maurice Ohana
- Trio (1982) de Xavier Darasse
- Time and again (1985) d'Eugene Kurtz

- Ton That Tiêt : 2 trios à cordes : Chu Ky I (1976) et Jeu des 5 éléments I (1983) ;  1 quatuor avec harpe : Jeu des 5 éléments III (1985) (avec Frédérique Cambreling) ;  1 quatuor avec soprano : Appel  (2007)  (avec Dima Bawab) ; « Paroles du Feu » (1997) : Ballet Atlantique Régine Chopinot et le Trio à cordes de Paris
- Felix Ibarrondo : 4 Trios à cordes : Phalène (1983), Iruki (1988), Trio à cordes no 3 (1992), et Ametz – Luz (2007)
- Édith Canat de Chizy : 3 trios à cordes : Hallel (1991) ; Tiempo (1999) ; Moving (2001)
- Bruno Mantovani : 1 trio : You are connected  (2001)
- Betsy Jolas : 1 trio :  "Les Heures" (1991)
- Maurice Ohana : 1 quatuor avec voix de basse : Steam (1970) (Avec Mario Haniotis)
- Emmannuel Nunès : 1 trio : Degrés (1971)
- yoshihisa Taïra : 1 trio : Dioptase (1973)
- Nguyen Thien Dao : 1 trio : Cimes murmurées (1985)
- Edison Denisov : 1 Trio : (1969)
- Alain Moëne : 1 trio (1980)
- Claude Ballif : 2 trios à cordes (1968, 1969)
- 1 quatuor avec percussion (1971) Avec Bernard Balet
- Alain Bancquart : 3 trios :  Thrène I (1967)
- Threne II (1969)
- Ecorces III (1971)
- 1 trio avec orchestre : Jeux pour lumière, avec l’orchestre national de l’ORTF (1970).
- François Rossé : Trio avec orchestre à cordes d’élèves : Révolution (1988)
- Joan Guinjoan : Trio per archi (1982)
- Josep Soler : Trio No 2 per a cordes  (1989)
- Luis De Pablo : 1 trio (1983)
- Eugène Kurtz : 1 Trio : Time and again (1983)
- Xavier Darasse : 1 Trio  (1982)
- Frédérik Martin : 1 Trio (1983)
- Suzanne Giraud : 1 Trio (1981)
- Camillo Togni : 1 Trio (1980)
- Thierry Alla : 1 Trio : Eclisses (1993)
- Michel Pascal : 2 trios, le second avec dispositif électroacoustique : Puissance 3 (1997), Trois Ombres éphémères (2001)
- Valentin Jansen : Trio à cordes n°1 (2019)

## Discographie
LES CD :
1/     MOZART : Divertimento kv 563  et    J.S. BACH :   2 Préludes et Fugues : Le chant du monde LDC278824      (1986)
2/   Erato /  MusiFrance / Radio France /      2292-45019-2     (1990) :  Taïra / Moëne / Xenakis / Ton That Tiêt / Ibarrondo  (1990)
3 / BOËLY :  Trio et Quatuor :     Chant du monde : LDC278821 (1987)
4/  VACHON : Quatuors : Chant du monde  LDC 278822   (1986)
5/  ROUSSEL :   Trio à cordes op. 58      Trio pour Flute , alto , violoncelle        Sérénade pour flûte , harpe et cordes op. 30    (1990)
Patrick Gallois , Flûte          Frédérique Cambreling , harpe                 Musifrance / Erato /  Radio France 245009-02
6/ Canat  de  Chizy :   Moving , Tiempo , Hallel :     MFA , AEON  , AECD 0210  (1994)
7/ Joan Guinjoan :      Trio  per archi ,   Etnos   09 A 52    Fondacio Musica contemporania  (1991)
8/  Emmanuel Nunès :  Degrés pour Trio :   Portugalsom  870034
9/ Mozart :  Intégrale des quatuors avec Flûte avec Alain Marion : (1993) : lyrinx 011 ,  882011
10/  Josep Soler : Trio No 2 per a cordes : Etnos , Fundacio Musica contemporania    09A53   (1991)
 Les 33  tours 
11/   Haydn / Bach :   1er disque du Trio à cordes de Paris : (1966) :  Chant du monde LDX-S-361
12/  Beethoven , intégrale des trios à cordes :  (1977) :  coffret de 3 disques :  Syrinx 1077-012
13/  Aaron Copland :  Quatuor avec piano (Walter Chodack) : Bicentenaire de l’indépendance des États-Unis :  Grand Prix du disque Musique Américaine : (1976) :
disque Adès 14.002
14/  Alain Bancquart : Jeux pour Lumière pour Trio à cordes et orchestre : Orchestre National de l’ORTF  dir. Marius Constant : » Grand Prix de l’académie du disque Français , Prix
du Président de la République » : (1970) : Inédits ORTF  995005 , Distribution Barclay .
15/  Mozart : Intégrale des quatuors avec Flûte avec Patrick Gallois : (1985) : Emi , Pathé Marconi 2703461 /  PM 375
16/  Mozart : Intégrale des quatuors avec Flûte avec Alain Marion : (1977)  Syrenx  882011
17/  Weber : Quintette avec clarinette op. 34 , et Introduction thème et variations opus posthume : avec Guy Dangain : Harmonia mundi  348 (1981)

## Source
- Alain Pâris Dictionnaire des interprètes, Bouquins/Laffont 1989, p.1046
- www.trioacordesdeparis.com